# Locomotiva Basarabeasca
El Locomotiva Basarabeasca fue un equipo de fútbol de Moldavia que jugó en la División Nacional de Moldavia, la primera división de fútbol en el país.

## Historia
Fue fundado en el año 1995 en la ciudad de Basarabeasca como el equipo representante de la compañía ferroviaria local y en la temporada 1995/96 debuta en la Divizia A, de la cual sale campeón y obtiene el ascenso a la División Nacional de Moldavia.
En su primera temporada en la primera división nacional termina en el octavo lugar entre 16 equipos, donde es eliminado en la ronda de octavos de final de la Copa de Moldavia. En la siguiente temporada desciende al terminar en décimo lugar entre 14 equipos por la disminución de equipos de la primera división para la siguiente temporada.
En su regreso a la segunda división termina en quinto lugar a tres puntos del ascenso, pero por problemas financieros es descendido a la Divizia B para la siguiente temporada donde termina en décimo lugar de la zona sur.
Los siguientes años los pasó como equipo aficionado y termina desapareciendo en 2013. El club jugó dos temporadas en la División Nacional de Moldavia en donde ganó 18 de los 56 partidos que jugó.

## Palmarés
- Divizia A: 1

1995/96